# Waterwheel Falls
Waterwheel Falls é uma  cachoeira localizada no Parque Nacional de Yosemite, Califórnia.

## Outros nomes
- Le Conte Cascade
- LeConte Falls
- Rocket Cascades
- Watershed Falls

## Ligações Externas
- «Day Hikes in Tuolumne Meadows, National Park Service.» (em inglês)